# Рубе
Рубе́ (фр. Roubaix, нидерл. Robaais) — коммуна во Франции, регион О-де-Франс, департамент Нор, округ Лилль, кантоны Рубе-1 и Рубе-2. Второй по численности населения город департамента, расположен на одноимённом канале, у самой бельгийской границы, в 11 км к востоку от Лилля. На западе коммуны находится железнодорожная станция Рубе линии Лилль-Мускрон.
Население (2017) — 96 990 человек.

## История
Рубе известен как старинный центр фландрского прядения и ткачества, на смену которому пришли в XIX веке трикотажная и хлопчатобумажная индустрии. Впервые упомянут в IX веке как владение епископов Турне. К началу Первой мировой войны население «французского Манчестера» превысило 122 000 жителей, однако соперничество с другими текстильными центрами Рубе в XX веке проиграл. Следствием стало неуклонное сокращение населения.

## Достопримечательности
- Музей искусства и промышленности, размещённый в здании бассейна с декором в стиле ар-деко.
- Церковь Святого Жозефа конца XIX века в стиле неоготика.
- Церковь Святого Мартина XVI века, перестроенная в середине XIX века в стиле неоготика.
- Церковь Святого Иоанна Крестителя 1887 года в стиле неоготика
- Здание мэрии, построенное в 1911 году. Призвано отразить славу Рубе как текстильного центра, оно имеет на своем фронтоне шесть фризов, иллюстрирующих различные стадии обработки шерсти и хлопка
- Парк Барбьё

## Экономика
Структура занятости населения:
- сельское хозяйство — 0,1 %
- промышленность — 6,9 %
- строительство — 4,8 %
- торговля, транспорт и сфера услуг — 47,7 %
- государственные и муниципальные службы — 40,5 %

Уровень безработицы (2017) — 31,7 % (Франция в целом — 12,8 %, департамент Нор — 17,2 %). 

Среднегодовой доход на 1 человека, евро (2017) — 13 590 (Франция в целом — 25 140, департамент Нор — 18 575).

## Демография
Динамика численности населения, чел.

## Администрация
Пост мэра Рубе с 2014 года занимает Гийом Дельбар (Guillaume Delbar). На муниципальных выборах 2020 года возглавляемый им центристский список одержал победу во в-м туре, получив 56,20 % голосов.
| Период | Период | Фамилия           | Партия                                                                | Примечания                                                                       |
| ------ | ------ | ----------------- | --------------------------------------------------------------------- | -------------------------------------------------------------------------------- |
| 1977   | 1983   | Пьер Прувос       | Социалистическая партия                                               | директор компании, депутат Национального собрания                                |
| 1983   | 1994   | Андре Дилижан     | Союз за французскую демократию                                        | адвокат, депутат Европейского парламента, сенатор                                |
| 1994   | 2012   | Рене Вандьеандонк | Союз за французскую демократию, Разные левые, Социалистическая партия | территориальный администратор, член Регионального совета Нор-Па-де-Кале, сенатор |
| 2012   | 2014   | Рене Дюбуа        | Социалистическая партия                                               |                                                                                  |
| 2014   |        | Гийом Дельбар     | Союз за народное движение, Республиканцы, Разные правые               | предприниматель, вице-президент Совета региона О-де-Франс                        |

## Спорт
С 1896 года в Рубе финиширует одна из самых престижных однодневных велогонок мира: Париж — Рубе.
В Рубе также ежегодно проходит престижный заход по спортивной ходьбе, т. н. «28 часов Рубе». Заход продолжается 28 часов и победителем становится спортсмен, преодолевший наибольшую дистанцию. Рекорд соревнований составляет 255 км.

## Города-побратимы
- Буира, Алжир
- Вервье, Бельгия
- Брадфорд, Великобритания
- Ковильян, Португалия
- Мёнхенгладбах, Германия
- Прато, Италия
- Скопье, Республика Македония
- Сосновец, Польша

## Прочее
В Рубе расположены штаб-квартиры компаний:
- Анкама, существует с 2004 года, и за это время создала 2 сериала, 3 игры и множество книг и комиксов.
- Крупный хостинг-провайдер OVH.

## Галерея

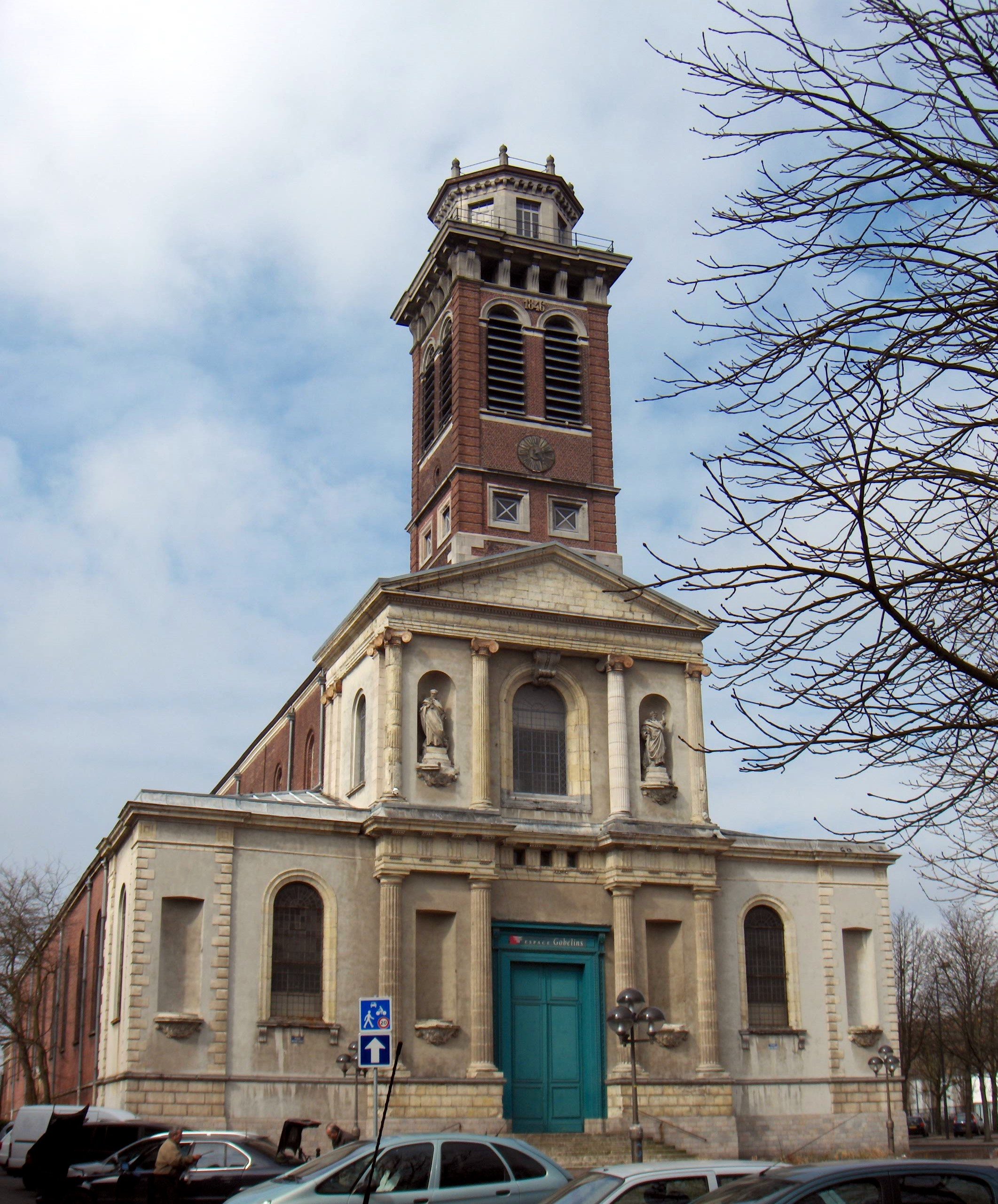
Собор Нотр-Дам
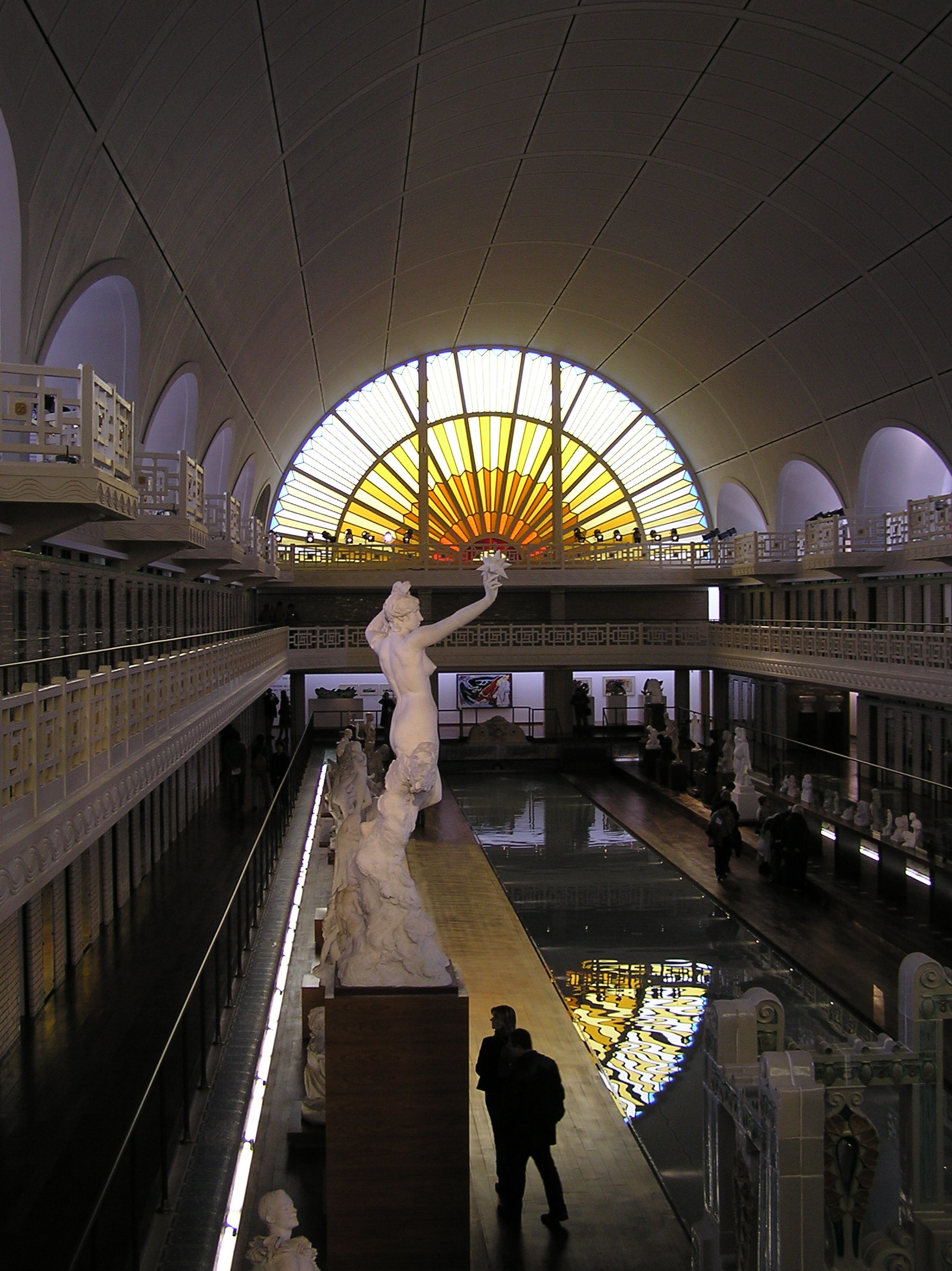
Музей искусства и промышленности
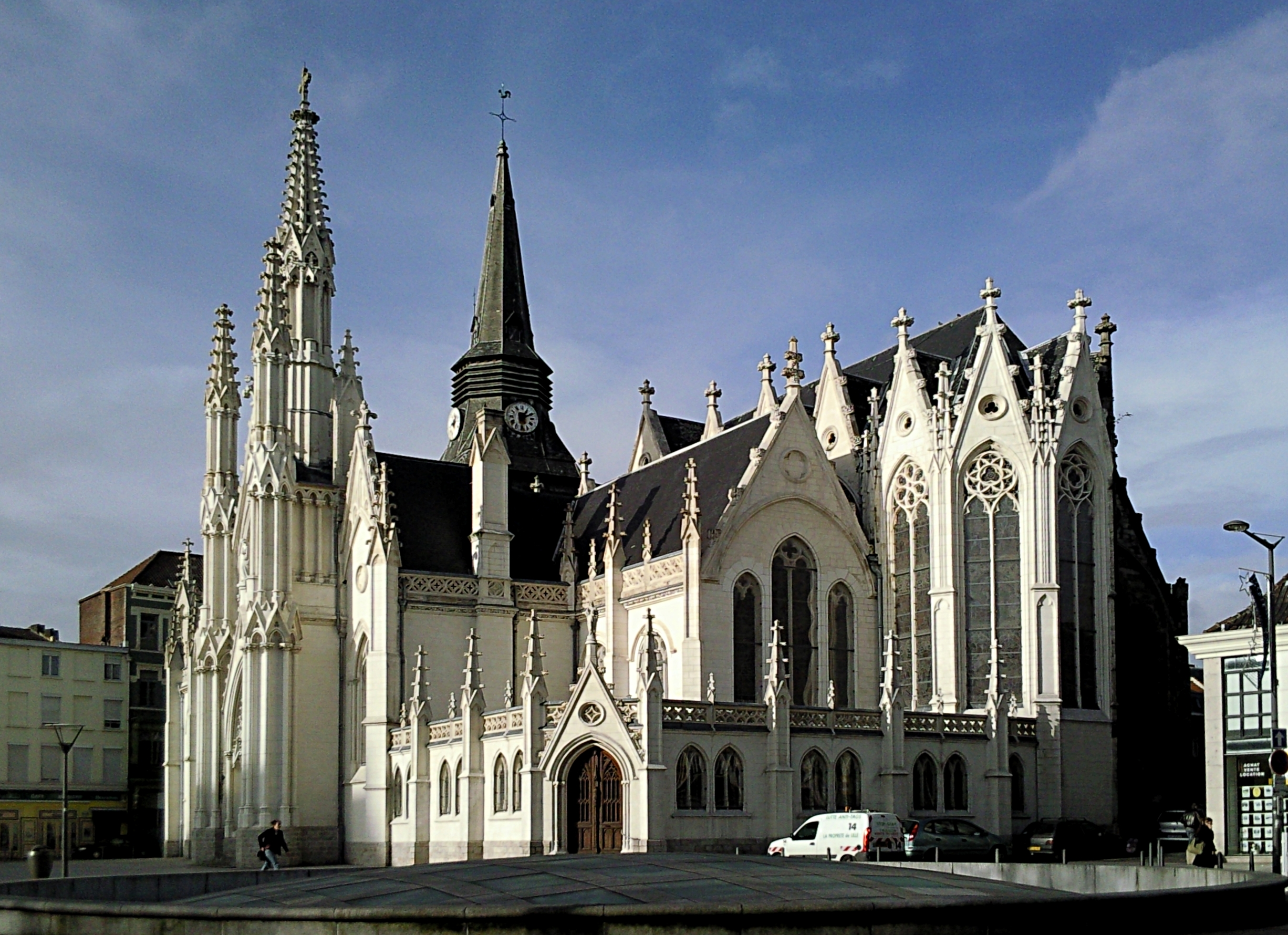
Церковь Святого Мартина
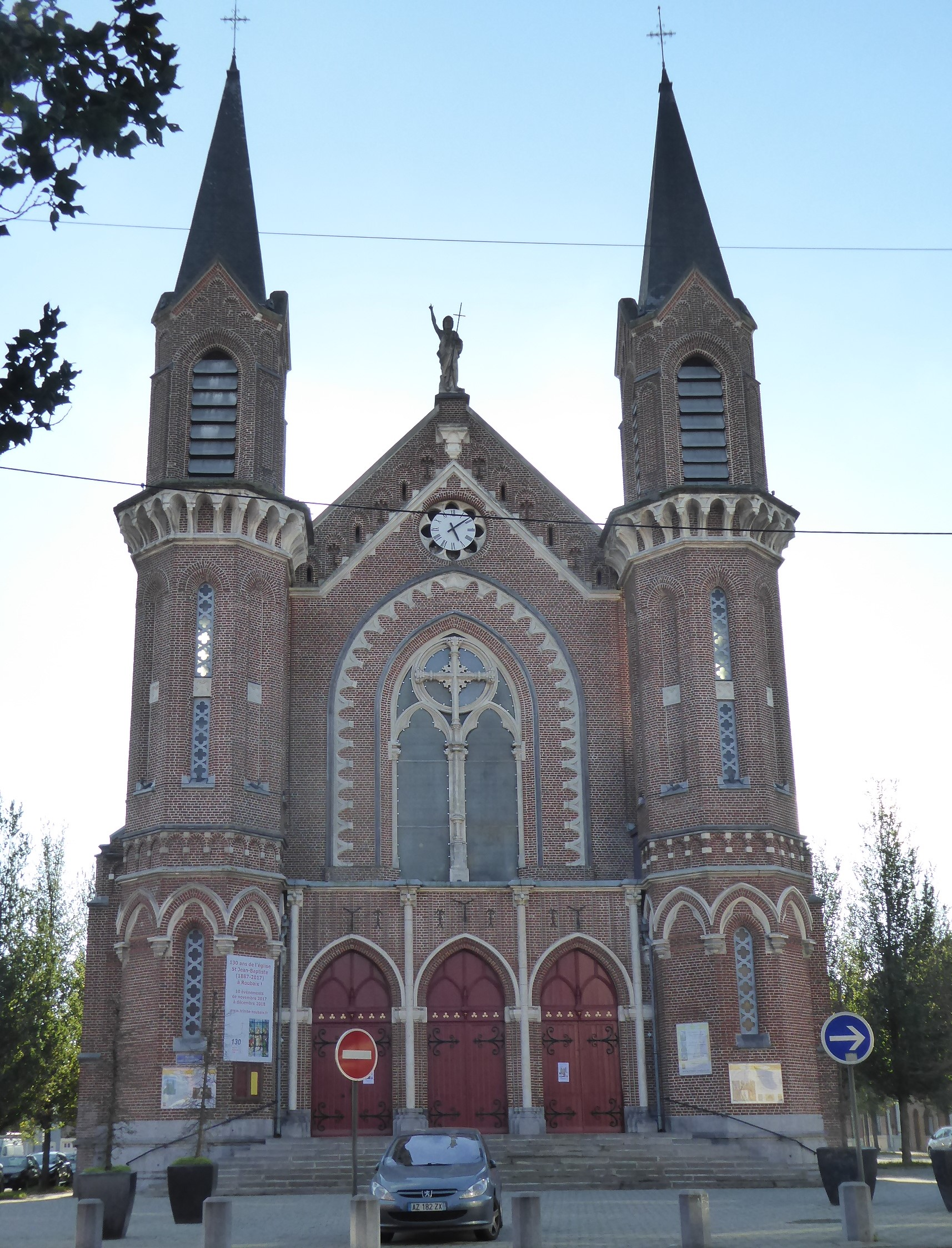
Церковь Святого Иоанна Крестителя
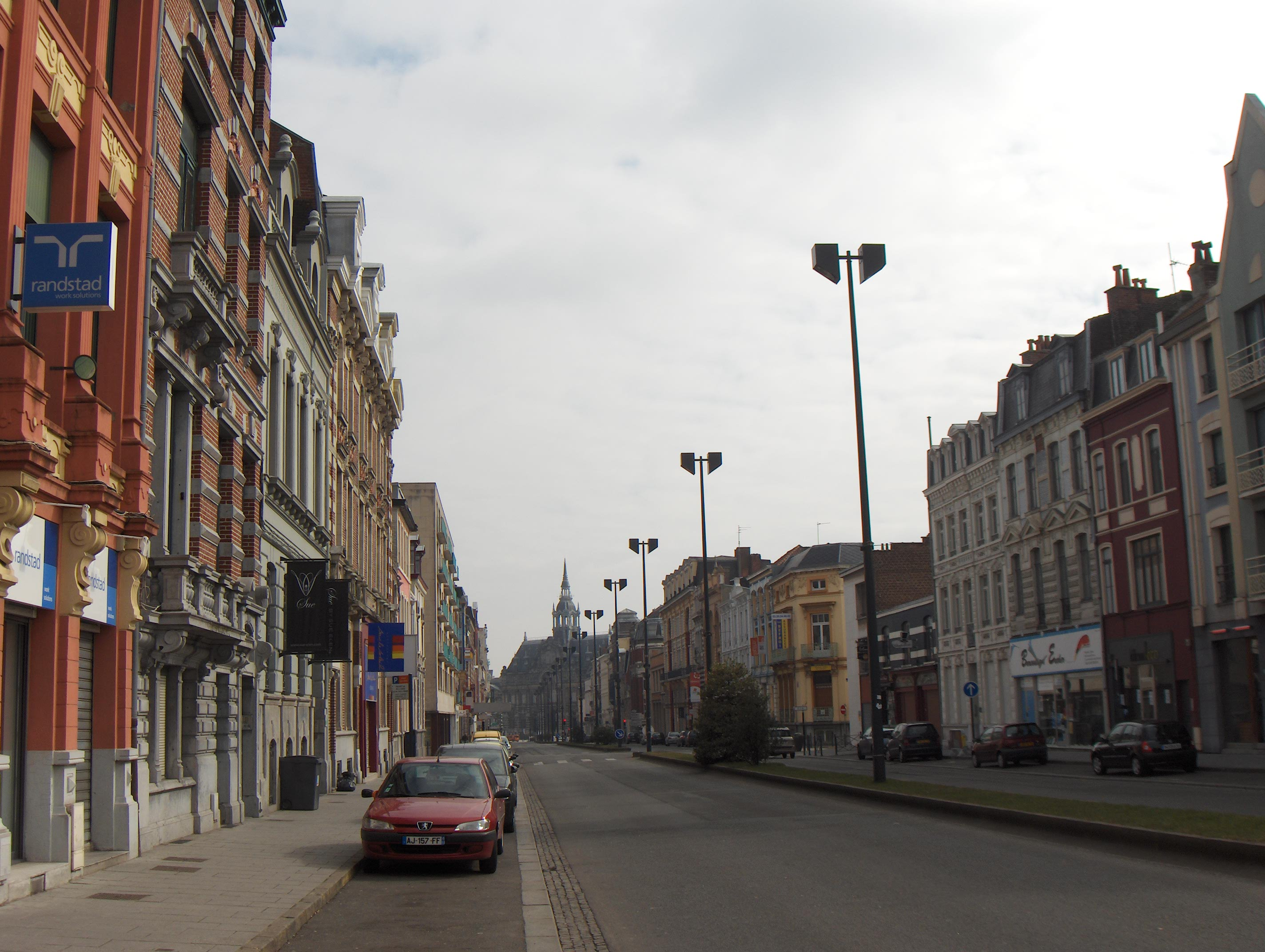
Одна из улиц Рубе
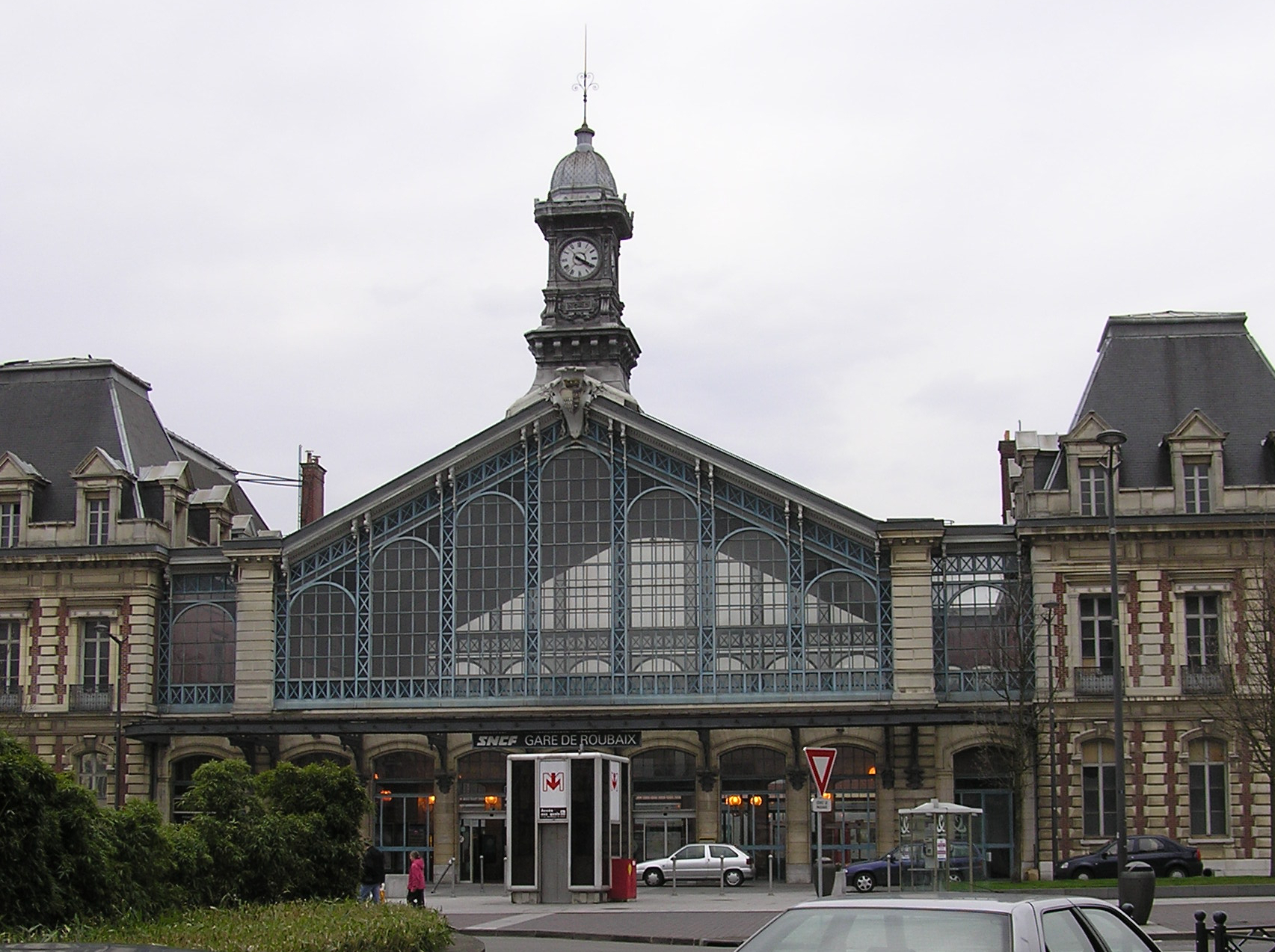
Железнодорожный вокзал
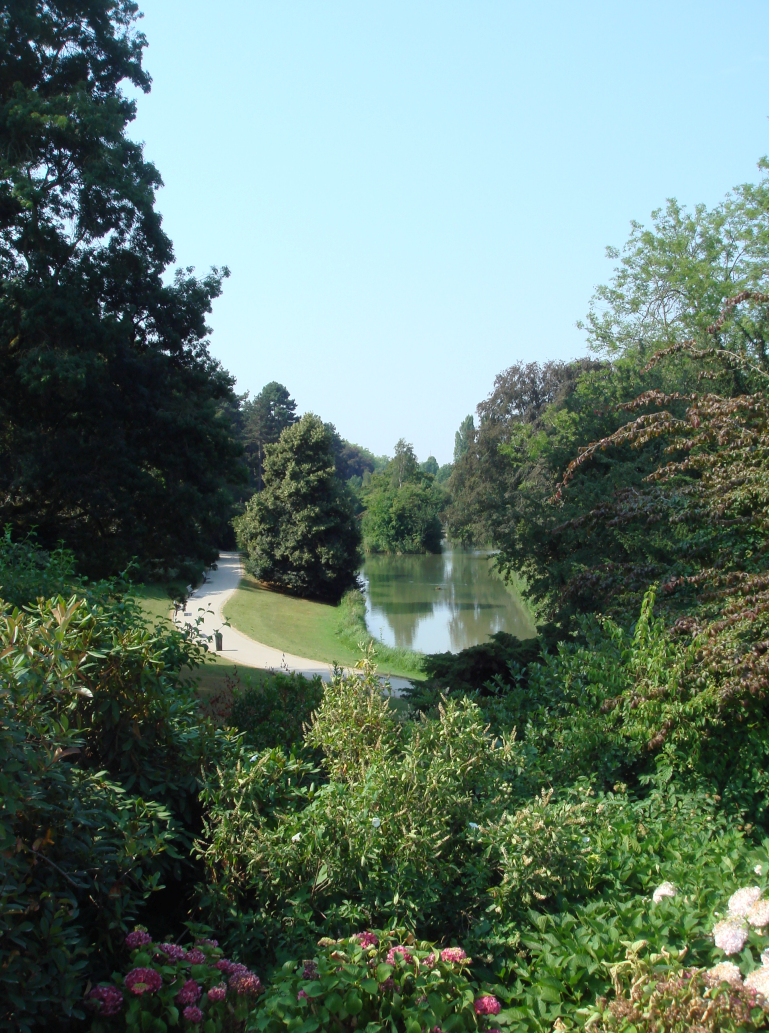
Парк Барбьё
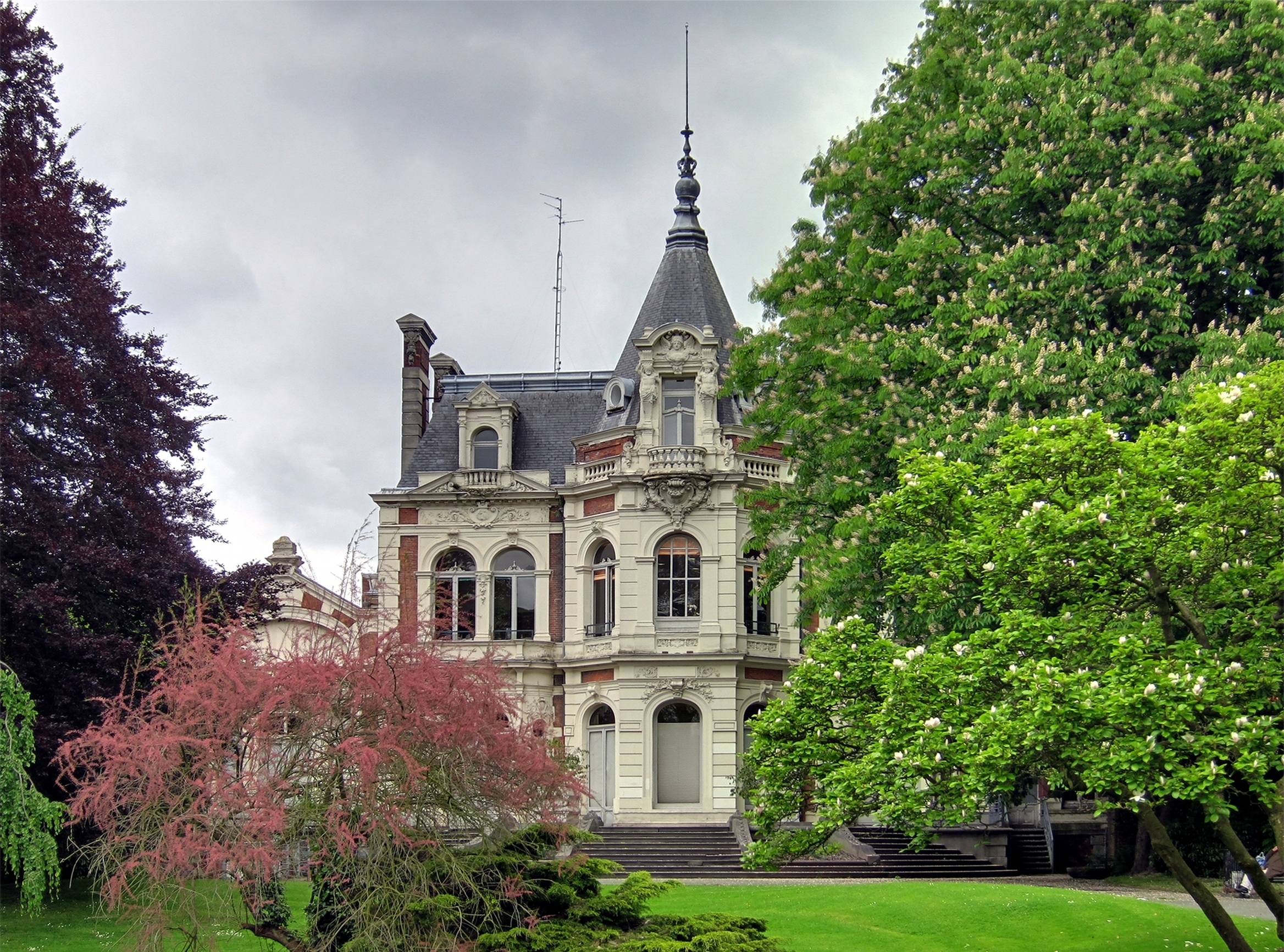
Особняк Прувос